# إرنست كولراوش
إرنست كولراوش (بالألمانية: Ernst Kohlrausch) (و. 1850 – 1923 م) هو مصور، ومدرس ثانوي، وطبيب ألماني، ولد في لونبورغ، توفي في هانوفر، عن عمر يناهز 73 عاماً.